# 목신경얼기
목신경얼기(cervical plexus), 또는 경신경총은 목의 C1에서 C4, 즉 처음 4개의 목신경의 앞가지에서 형성되는 신경얼기이다. 목신경얼기의 안쪽에는 척주앞근육이, 가쪽에는 목갈비근, 어깨올림근, 목널판근이 위치한다. 또한 척추뼈 가로돌기의 가쪽에 위치한다. 더부신경, 혀밑신경, 교감신경줄기와 문합을 이룬다.
목신경얼기는 목빗근 깊숙이 있는 목에 위치한다. 목신경얼기에서 형성된 신경은 머리 뒤쪽과 일부 목 근육을 지배한다. 목신경얼기의 가지들은 목빗근의 뒤쪽 경계 중간에 있는 에르브점(뒤목삼각에 위치)에서 나온다.

## 가지
목신경얼기의 가지에는 피부신경과 근육가지의 두 가지 유형이 있다.
- 피부 분포(가지 4개):
  - 작은뒤통수신경 - 귓바퀴의 뒤위쪽 피부와 머리덮개에 분포함(C2)
  - 큰귓바퀴신경 - 바깥귀, 바깥귀길(외이도) 근처의 피부에 분포함(C2-C3)
  - 가로목신경 - 목의 앞쪽 영역에 분포함(C2-C3)
  - 빗장위신경 - 빗장뼈 위아래의 피부에 분포함(C3-C4)[5]
- 근육 분포
  - 목신경고리 - 4개의 목뿔아래근육에 분포하는 C1-C3에서 형성된 고리 모양의 신경. 이 중 방패목뿔근에는 C1 성분만 분포함
  - 가로막신경(C3-C5, 주로 C4) - 가로막과 심낭에 분포함
  - 분절 가지(C1-C4) - 앞목갈비근, 중간목갈비근을 지배함

## 추가 이미지

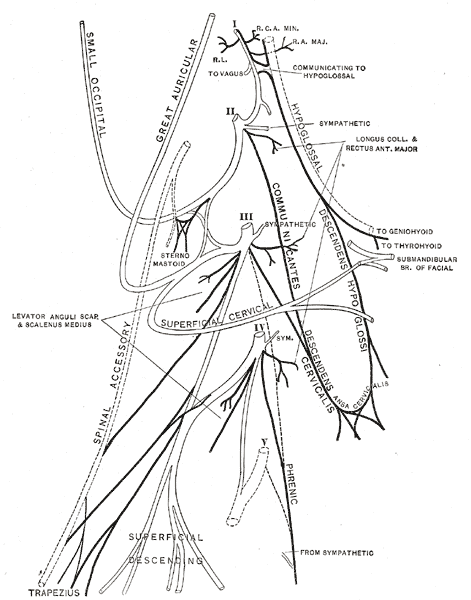
목신경얼기의 모식도.
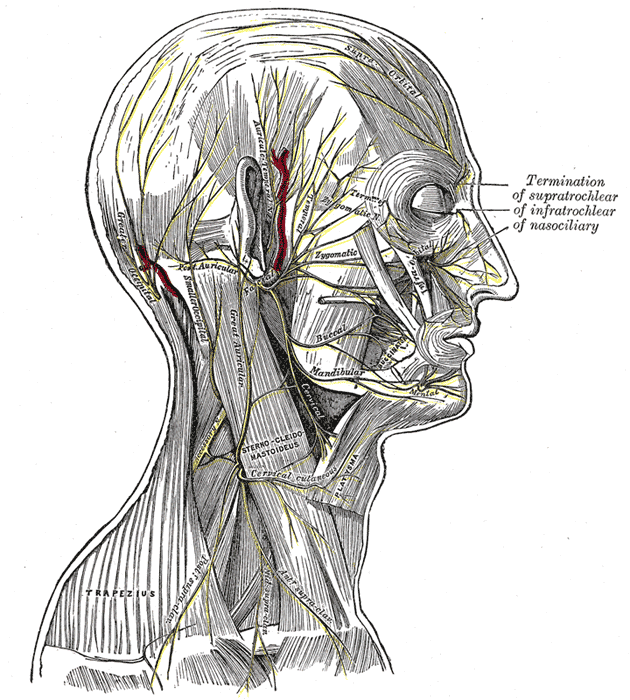
머리덮개, 얼굴, 목의 신경.
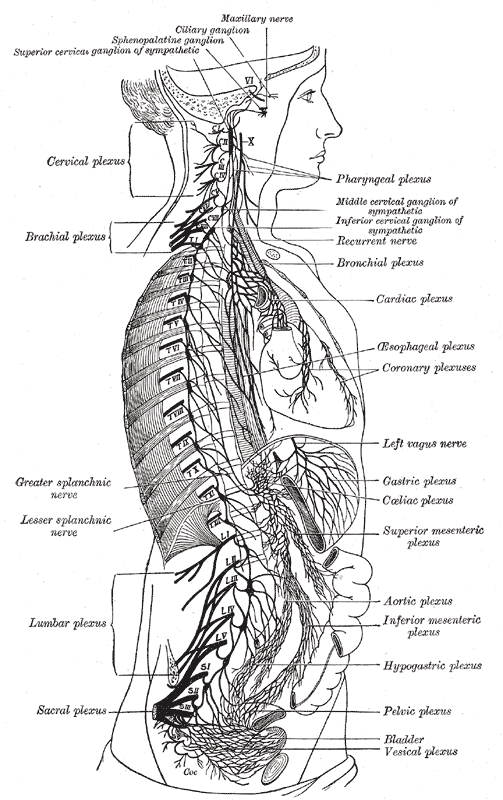
오른쪽 교감신경줄기와 신경얼기들의 연결.
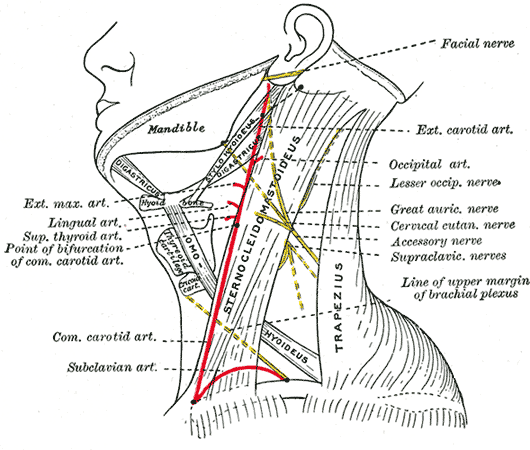
목의 측면. 주요 표면 표시를 보여준다.